# Marie Eleonora Anhaltsko-Desavská
Marie Eleonora Anhaltsko-Desavská (14. března 1641, Dessau – 18. května 1756, tamtéž) byla askánská německá princezna rodem a sňatkem i vévodkyně z Radziwiłł, Nieswicz a Olyka.

## Rodina
Marie Eleonora byla dcerou Henrietty Kateřiny Oranžské, oranžské princezny, a jejího manžela Jana Jiřího II. Anhaltsko-Desavského. Manželství Henrietty a Jiřího bylo šťastné a Marie měla devět sourozenců, z nichž pouze pět se dožilo dospělosti; Alžběta Albertina (1665-1706), Henrietta Amálie (1666-1726), Henrietta Agnes (1674-1729), Leopold I. (1676-1747) a Johana Šarlota (1682-1750)
Mariinými prarodiči z matčiny strany byli Frederik Hendrik Oranžský, princ oranžský, místodržitel Holandska, Zeelandu, Utrechtu, Gelderlandu a Overijsselu, a jeho manželka Amálie zu Solms-Braunfels. Amálie byla víceméně nevýznamná dvorní dáma, avšak v rodokmenu Frederika bychom našli Viléma I., zvaného Tichého, nebo také Mořice Oranžského. Z otcovy strany byli prarodiči Jan Kazimír Anhaltsko-Desavský a Agnes Hesensko-Kasselská (někdy nazývána také Anežka).

## Život
Marie Eleonora si vzala dne 3. září 1687 prince Jiřího Josefa Radziwiłła (1668-1689), vévodu Nieswicz a Olyka. Kvůli tomuto sňatku tedy Marie Eleonora žila krátkou dobu v Polsku. Jiří byl synovcem polského krále Jana III. a stejně jako mnoho jiných šlechtičen, i Marie Eleonora se stala obětí sňatkové politiky, stejně jako například její matka, která milovala Karla II., ale musela si vzít Jana Jiřího. Z tohoto manželství ale nevzešly žádné děti, jelikož Jiří zemřel předčasně.
Po manželově smrti se Marie vrátila do Dessau, přežila všechny své sestry a zdědila největší část majetků své matky Henrietty Kateřiny, včetně významné sbírky obrazů holandských mistrů. Tuto sbírku je v současné době možno vidět v Dessau a Mosigkau. Marie Eleonora Anhaltsko-Desavská zemřela v rodném Dessau ve věku 85 let přirozenou smrtí bez potomků a svého manžela přežila o celých 67 let.